# 濵田美穂
濵田 美穂（はまだ みほ、1947年 - ）は、高知県出身の卓球選手。戦型はカット主戦型。世界卓球選手権の女子シングルスで小和田敏子と共に最後にメダルを取った日本人選手である。
その後第54回世界卓球選手権個人戦で平野美宇が48年ぶりのメダルとなる銅メダルを獲得した。元高知工科大学教授。現在土佐女子中学高等学校の校長。

## 経歴
中央大学文学部に進学、1966年の関東学生新人卓球選手権大会では女子シングルス、ダブルスで優勝した。1969年、世界選手権ミュンヘン大会女子シングルスで3位に入った。1970年大学を卒業、タマスに入社、1971年の世界選手権名古屋大会女子ダブルスで3位、同年の全日本卓球選手権大会の女子ダブルスでは大関行江とのペアで優勝した。1973年の世界選手権サラエボ大会女子ダブルスで優勝した。タマスには1975年まで在籍した。1978年より土佐女子高等学校で指導者を始める
。卓球指導者としても1991年の世界選手権千葉大会女子コーチや1992年のバルセロナオリンピック強化スタッフなどを務めた。

## 家族
- 夫 - 濵田慎吾（旧姓：阿部）[7]
  - 全日本学生卓球選手権大会3位[7]
- 娘 - 濵田華奈子[7]
  - 1997年度全日本選手権の夫の濵田裕和（当時村上裕和）のペアで混合2位[7]
- 娘婿 - 濵田裕和（旧姓：村上）[7]
  - 1992年度全日本選手権ジュニアの部の優勝[7]
- 孫 - 濵田一輝[7]
  - 2020年度全日本選手権ジュニアの部の優勝[7]